# Thomas Gallon
Thomas Heaton „Tom” Gallon (ur. 28 listopada 1886 w Sweetwater, zm. 28 września 1945 na Brooklynie) – urodzony w Stanach Zjednoczonych kanadyjski lekkoatleta specjalizujący się w biegach sprinterskich, olimpijczyk.
Gallon reprezentował Kanadę podczas V Letnich Igrzyskach Olimpijskich w 1912 roku w Sztokholmie, gdzie wystartował w dwóch konkurencjach. W biegu na 400 metrów, z nieznanym czasem, zajął w swoim biegu eliminacyjnym miejsce poza pierwszą dwójką, co oznaczało dla niego koniec rywalizacji na tym dystansie. Drugim startem Gallona była sztafeta 4 × 400 metrów. Biegł on na trzeciej zmianie, a ekipa kanadyjska nie przeszła przez fazę eliminacyjną, zajmując w swoim biegu drugie miejsce z czasem 3:22,2.